# Доња Пешчаница
Доња Пешчаница је насеље у Србији у општини Алексинац у Нишавском округу. Према попису из 2022. било је 55 становника (према попису из 1991. било је 129 становника).

## Демографија
У насељу Доња Пешчаница живи 103 пунолетна становника, а просечна старост становништва износи 44,0 година (45,0 код мушкараца и 42,9 код жена). У насељу има 36 домаћинстава, а просечан број чланова по домаћинству је 3,39.
Ово насеље је у потпуности насељено Србима (према попису из 2002. године), а у последња три пописа, примећен је пад у броју становника.
|  |

| Демографија | Демографија | Демографија |
| Година      | Становника  | Становника  |
| ----------- | ----------- | ----------- |
| 1948.       | 146         |             |
| 1953.       | 141         |             |
| 1961.       | 161         |             |
| 1971.       | 157         |             |
| 1981.       | 148         |             |
| 1991.       | 129         | 128         |
| 2002.       | 122         | 127         |

| Етнички састав према попису из 2002.‍ | Етнички састав према попису из 2002.‍ | Етнички састав према попису из 2002.‍ | Етнички састав према попису из 2002.‍ | Етнички састав према попису из 2002.‍ |
| ------------------------------------ | ------------------------------------ | ------------------------------------ | ------------------------------------ | ------------------------------------ |
|                                      |                                      |                                      |                                      |                                      |
| Срби                                 | Срби                                 |                                      | 122                                  | 100,0%                               |
| непознато                            | непознато                            |                                      | 0                                    | 0,0%                                 |

| Година пописа     | 1948. | 1953. | 1961. | 1971. | 1981. | 1991. | 2002. |
| ----------------- | ----- | ----- | ----- | ----- | ----- | ----- | ----- |
| Број домаћинстава | 26    | 26    | 34    | 34    | 36    | 32    | 36    |

| Број чланова      | 1 | 2 | 3 | 4 | 5 | 6 | 7 | 8 | 9 | 10 и више | Просек |
| ----------------- | - | - | - | - | - | - | - | - | - | --------- | ------ |
| Број домаћинстава | 7 | 8 | 2 | 8 | 7 | 3 | 0 | 1 | 0 | 0         | 3,39   |

| Пол    | Укупно | Неожењен/Неудата | Ожењен/Удата | Удовац/Удовица | Разведен/Разведена | Непознато |
| ------ | ------ | ---------------- | ------------ | -------------- | ------------------ | --------- |
| Мушки  | 57     | 11               | 35           | 9              | 2                  | 0         |
| Женски | 47     | 4                | 34           | 8              | 1                  | 0         |
| УКУПНО | 104    | 15               | 69           | 17             | 3                  | 0         |

| Пол    | Укупно                    | Пољопривреда, лов и шумарство | Рибарство                            | Вађење руде и камена | Прерађивачка индустрија       |
| ------ | ------------------------- | ----------------------------- | ------------------------------------ | -------------------- | ----------------------------- |
| Мушки  | 25                        | 11                            | 0                                    | 0                    | 1                             |
| Женски | 13                        | 7                             | 0                                    | 0                    | 1                             |
| УКУПНО | 38                        | 18                            | 0                                    | 0                    | 2                             |
| Пол    | Производња и снабдевање   | Грађевинарство                | Трговина                             | Хотели и ресторани   | Саобраћај, складиштење и везе |
| Мушки  | 0                         | 2                             | 0                                    | 0                    | 2                             |
| Женски | 0                         | 0                             | 1                                    | 0                    | 0                             |
| УКУПНО | 0                         | 2                             | 1                                    | 0                    | 2                             |
| Пол    | Финансијско посредовање   | Некретнине                    | Државна управа и одбрана             | Образовање           | Здравствени и социјални рад   |
| Мушки  | 0                         | 1                             | 0                                    | 0                    | 0                             |
| Женски | 0                         | 0                             | 0                                    | 0                    | 2                             |
| УКУПНО | 0                         | 1                             | 0                                    | 0                    | 2                             |
| Пол    | Остале услужне активности | Приватна домаћинства          | Екстериторијалне организације и тела | Непознато            | Непознато                     |
| Мушки  | 7                         | 0                             | 0                                    | 1                    | 1                             |
| Женски | 2                         | 0                             | 0                                    | 0                    | 0                             |
| УКУПНО | 9                         | 0                             | 0                                    | 1                    | 1                             |